# کورتنی وتزل
کورتنی وتزل (انگلیسی: Courtney Wetzel؛ زادهٔ ۲۵ فوریهٔ ۱۹۸۹) بازیکن فوتبال اهل ایالات متحده آمریکا است.
از باشگاه‌هایی که در آن بازی کرده‌است می‌توان به وسترن نیویورک فلش، باشگاه فوتبال پورتلند تورنز، باشگاه فوتبال زنان سیاتل ساندرز، و اس‌سی سند اشاره کرد.
وی همچنین در تیم ملی فوتبال زیر ۲۳ سال زنان ایالات متحده آمریکا بازی کرده‌است.